# 斯特罗姆·瑟蒙德对1957年民权法案的冗长演说
1957年8月28日，为阻挠美国《1957年民权法案》通过，来自南卡罗来纳州的民主党籍联邦参议员，前南卡罗来纳州州长斯特罗姆·瑟蒙德发起了一场冗长演说。此次演说于晚上8:54开始，直到第二天晚上9:12才结束，耗时长达24小时18分钟。该演说为美国参议院历史上耗时第二长的个人演讲，这一纪录直至2025年才被柯瑞·布克的演講打破。此次演讲侧重于论证扩大保护非裔投票权的《1957年民权法案》违背了宪法且没有必要性。为使其发言更具说服力，瑟蒙德在演讲中引用了美国各州的选举法、美国最高法院的诸多判例以及乔治·华盛顿总统的告别演说。尽管瑟蒙德在演说中仅驳斥民权法案个别条款，但实际上他是反对整个法案。
瑟蒙德是狂热的种族隔离主义者，尽管他在发此次演说时仅担任了三年参议员，但是他在当选之前的诸多事迹早已人尽皆知。虽然不少南卡罗来纳州乃至整个美国南部居民支持瑟蒙德发起阻挠议事，不过他的这一行为实际上违反了先前南方参议员开会做出的决定，因此受到了各方指责。由于瑟蒙德发起阻挠议事的最终目的是为了阻止非裔美国人获得投票权，这一举动在近些年来被视为种族主义之恶行。这项法案在瑟蒙德演说结束后的两个小时于参议院获得通过，并在随后的两周内被德怀特·艾森豪威尔总统签署成为法律。

## 背景与目标
尽管早在1870年通过的《宪法第十五条修正案》就已经对各族裔的投票权做出了保证，但各州法律、人头税以及其他诸多制度依然是阻碍非裔选民投票的绊脚石。《1957年民权法案》旨在联邦层面进一步保障非裔公民的投票权，该法案得到了时任总统德怀特·艾森豪威尔与全国有色人种协进会的支持。这项法案试图通过设立司法部民权司与美国民权委员会，进而实现对非裔选民投票权的保障。不过在参议院，很多南方民主党人皆对这一法案表示不满。虽然民权法案的最初版本早在1957年6月就于众议院获得了通过，但为了获得参议院民主党人的支持，这一法案在新的版本中被迫做出了让步。新版法案删除了允许司法部长对公共场所歧视行为提起诉讼的条款，并添加了对阻挠他人投票者采用陪审制的方式进行审判的条款。这一修改版法案最终在8月27日于美国众议院以279票对97票的优势得以通过。
来自南卡罗来纳州的联邦参议员斯特罗姆·瑟蒙德称民权法案中含有“残酷和不寻常的惩罚”，并希望通过议会演讲的方式来“教育国家”。参议院规定允许对法案进行几乎无限制的发言，而冗长演说正是利用这一规则来实现阻挠法案通过的目的。但对于发言人而言，一旦离开议事厅或坐回座位都意味着发言的结束。不过冗长发言也可以通过投票的方式强行终止，但在当时需要获得整个参议院三分之二的投票才可达成。瑟蒙德的这次冗长发言创下了自美国建立以来耗时最长的个人发言记录，在美国历史上僅存在由参议员群体发起的演说比此次耗时更长。
瑟蒙德发起的阻挠议事主要针对民权法案中的特定条款，这一款侧重于情节较轻的藐视投票权案件。该条款允许在陪审团缺席时由法官审判，但如果此次判罚的监禁天数超过45天或罚款数额超过300美元，则允许由陪审团进行第二次判决。这一条款是由两党议员经过协商后共同决定的。根据历史学家约瑟夫·克雷斯皮诺的说法，这一条款实际上影响甚微。因为法官如果在陪审团缺席时直接进行审判，则很有可能引发第二轮审判，因此绝大部分法官不会在陪审团缺席时进行宣判。不过瑟蒙德与其他诸多来自南方的联邦参议员则坚持认为这一条款剥夺了被告人接受陪审团审判的权利，进而违背了《美国宪法》。
瑟蒙德在担任联邦参议员之前一直积极参与政治。他先是担任南卡罗来纳州州长，随后在1948年民主党全国代表大会后因民权议题出走建立了迪克西民主党，并与哈里·S·杜鲁门以及托马斯·杜威一同角逐1948年美国总统选举。在此次选举中，瑟蒙德作为第三党的迪克西民主党提名人共获得了超过100万张普选票，并赢得了四个州的选举人票。六年后，瑟蒙德以民主党人的身份参加1954年南卡罗来纳州联邦参议员选举，并在此次选举中仅凭海选票当选，成为了该州的资浅参议员。瑟蒙德的当选很大程度上需要归功于他对取消种族隔离制度的反对立场。
8月24日，即瑟蒙德发表冗长演说前四天，诸多来自南方的联邦参议员在小理查德·罗素的办公室开会决定不进行有组织的阻挠议事行动，因此瑟蒙德的独走行为遭到了党内领导人赫尔曼·塔尔梅奇与罗素的谴责。

## 冗长演说
此次冗长演说开始于1957年8月28日晚上8:54，瑟蒙德先是朗读了全美48个州的选举法，接着朗读了美国最高法院的诸多判例、托克维尔著作《论美国的民主》以及乔治·华盛顿总统的告别演说。演讲开始时参议院议场有数百位听众，但到了清晨时分仅剩全国有色人种协进会的说客小克拉伦斯·米切尔及其妻子在场。到了29日上午，瑟蒙德的声音开始变得含糊不清，语气也越来越单调。来自加利福尼亚州的参议院共和党领袖威廉·诺兰在快到中午时要求瑟蒙德尽快发表意见，以确认无人对此提出动议。但瑟蒙德只是要求诺兰靠近一步说话，不过诺兰没有照做。到了下午一点的时候，瑟蒙德将时间让给约瑟夫·麦卡锡死后当选接替其职的威廉·普罗克斯迈尔进行宣誓就职，但在其就职结束后仍继续他的演讲。演讲期间瑟蒙德允许其他参议员打断其发言，甚至允许支持民权法案的参议员对他提出质询。
瑟蒙德的冗长演说直至24小时18分钟后的8月29日晚上9:12才结束，成为了美国历史上耗时最长的个人阻挠议事行动，这一纪录直至2025年才被柯瑞·布克的演講打破。此次演讲打破了先前由韦恩·莫尔斯创下的时长记录，当时莫尔斯为阻挠《水下土地法》通过，于1953年发表了长达22小时26分钟的演说。国会速记团队将其演讲全文刊印于《国会记录》上，此举共花费了高达7,000美元（相当于2024年的78,000美元）的印刷成本。

### 幕后准备工作
瑟蒙德的此次演说被历史学家及传记作家约瑟夫·克雷斯皮诺称为“泌尿学奇迹”。瑟蒙德在演讲之前曾以蒸汽浴的方式使自己脱水，进而做到长时间不去厕所。而在当时美国非裔社区中亦流传着关于瑟蒙德以其他方法做到长时间不如厕的都市传说。根据《芝加哥卫报》的说法，瑟蒙德在演讲时使用了专为长途汽车驾驶员设计的装置，能够让他在演讲的同时进行排泄。而根据国会山职员伯蒂·鲍曼在其回忆录中的说法，瑟蒙德在发表此次演讲时使用了导尿管。实际上瑟蒙德在演讲开始后的第三个小时去了一次厕所。当时巴里·戈德华特参议员曾询问瑟蒙德还能坚持多久，在得到他“一个小时”的答复后，戈德华特请求瑟蒙德给他几分钟的发言时间。瑟蒙德也正是在这一段时间去上厕所的，而戈德华特的发言也被速记员记录在了《国会记录》当中。此外瑟蒙德的助手在衣帽间给他放置了一个水桶以供其便溺，不过瑟蒙德始终没有用到这个水桶。到了29日晚上，瑟蒙德的助手和国会医生乔治·W·卡尔弗开始为瑟蒙德的身体状况感到担忧。卡尔弗甚至还威胁说，如果国会工作人员没有阻止其继续演讲，那么他将亲自上台终止瑟蒙德的冗长发言。
在冗长发言期间，瑟蒙德一直在靠黑面包与小块牛肉充饥。除此之外，瑟蒙德的口袋里还装有润喉糖和麦乳精糖片。来自伊利诺伊州的联邦参议员保罗·道格拉斯在29日接近中午的时候给瑟蒙德带了一壺橙汁，瑟蒙德喝了一杯後，工作人员担心瑟蒙德喝太多会导致需要上厕所，很快就將那壺橙汁拿开了。

## 结果与观点

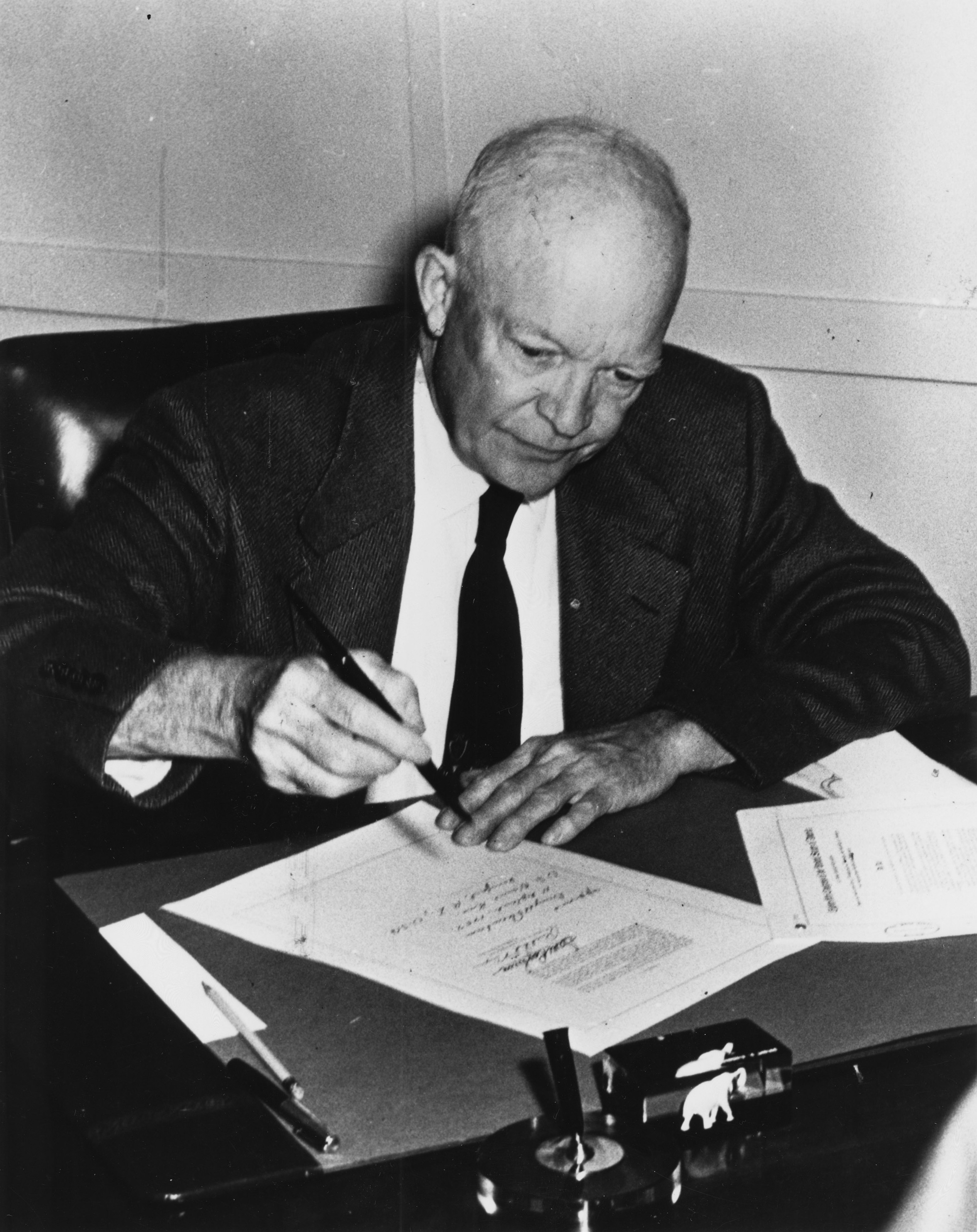
德怀特·艾森豪威尔总统于1957年9月9日将《1957年民权法案》签字生效

此次冗长发言未能阻止该法案的通过，亦未能对投票结果造成任何改变。这项法案在瑟蒙德发言结束后的两个小时以60票对15票的压倒性优势得以通过，在随后的两周内艾森豪威尔总统将其签署成为法律。《1957年民权法案》是美国过去82年来第一部获得通过的民权法案。
瑟蒙德因为这件事受到了强烈的批评，而包括塔尔梅奇以及罗素在内的很多《南方宣言》签署者亦对其表示谴责。塔尔梅奇认为瑟蒙德的这一行为纯属政治作秀，而罗素则表示他这么做完全是为了“扩大个人政治声望”。在瑟蒙德发表冗长辩论期间，这些南方参议员收到了很多希望他们参加演讲以帮助瑟蒙德的电报，而瑟蒙德本人亦收到了数百封由南方居民发出的鼓励电报。不过其他南方民主党人并未加入这场阻挠议事行动，原因是他们已经达成了妥协，此时再进行阻挠议事无法达成目的。
瑟蒙德在1964年时再度卷入了对《1964年民权法案》发起的阻挠议事。 同年晚些时候，他将自己所属的政党改为了共和党。此次阻挠议事行动是由一群南方参议员共同发起的，但最终经投票后被强行终止。此后瑟蒙德多次参选连任联邦参议员一职，直到2003年以100岁高龄退休，是美国历史上卸任时最年长的国会议员。

### 现代观点
根据《华盛顿邮报》作家吉莉安·布罗克尔在2021年的说法，尽管瑟蒙德在演讲时未使用带有明显种族主义色彩的词汇，但是由于他发起阻挠议事的最终目的是为了阻碍非裔美国人获得投票权，因此这一行为毫无疑问是种族主义的体现。克雷斯皮诺在他2012年著作《斯特罗姆·瑟蒙德的美国》中分析了实施阻挠议事与一年前签署《南方宣言》给瑟蒙德带来的影响。他指出瑟蒙德的这些举动使其在南方白人面前展现出一种“民权运动抵抗者”的形象，同时也通过这种方式维护南方民众的白人优越观念，此外还借此机会展示了他个人的男子气概与健康风貌。